# 克爾岡縣
克爾岡縣是印度的一個縣，位於該國中部，由中央邦負責管轄，面積8,030平方公里，識字率為63.98%，人口在2001至2011年期間增長22.81%，2011年人口1,872,413，人口密度每平方公里233人。

## 外部連結
- Official "Khargone District" website in Hindi language （页面存档备份，存于）
- （页面存档备份，存于） list of places in Khargone

21°49′23″N 75°36′37″E / 21.82306°N 75.61028°E